# Electronic Punks
Electronic Punks es un vídeo de la banda británica de música electrónica The Prodigy, lanzado en VHS en 1995. Incluye videos, presentaciones en vivo y ensayos. Electronic Punks fue transmitido por MTV.
Las secciones en vivo del video se grabaron en The Apollo en Mánchester, DeMontford Hall en Leicester, Town & Country en Leeds y Brighton Centre en la ciudad homónima, todos en el Poison Tour de la banda. Hacia el final de la cinta VHS, después de los créditos finales (que utilizan la canción «We Eat Rhythm»), se muestra un documental que implica la realización del vídeo musical de la canción «Poison».
El video alcanzó el número 3 en la lista de videos musicales del Reino Unido.

## Lista de canciones
1. «Voodoo People»
2. «Rock and Roll» (Live)
3. «Out of Space»
4. «Break and Enter 95» (Live)
5. «One Love»
6. «Their Law» (Live)
7. «Wind It Up (The Rewound Edit)»
8. «Voodoo People» (Live)
9. «Poison»
10. «No Good (Start the Dance)» (Live)
11. «Charly»
12. «Poison» (Live)
13. «Everybody in the Place»
14. «Rhythm of Life» (Live)
15. «No Good (Start the Dance)»
16. «We Eat Rhythm (End Credits)»

## Distribución
Duración: 1h, 35 min
- XL Recordings VHS (Europa): XLV 017[2]
- XL Recordings VHS (Australia): 200647 2[3]
- Avex Trax VHS (Japón): AVVD 90017 [4]
- Feelee VHS (Rusia): FF001
- Ministry of Sound VHS (Estados Unidos): 89889